# Ирина Станкина
Ирина Станкина (рус. Ирина Васильевна Станкина; Саранск 25. марта 1977) је руска атлетичарка, специјалиста за брзо ходање. Године 1994. светски јуниорски првак и рекордер, а на Светском првенству 1995. у Гетеборгу као најмлађи учесник (18 година и 135 дана) освојила је златну медаљу у ходању на 10 километара. Укидањем дисциплине ходања на 10. км у програму олимпијских игара прелази на нову дисциплину: ходање на 20 км. Са резултатом од 1:25:29 часова, постигнутом у Москви 19. маја 2000. остварује четврти резултат на свету до тада.

## Значајнији резултати
| Година | Такмичење                    | Место                       | Пласман | Резултат | Дисц.   |
| ------ | ---------------------------- | --------------------------- | ------- | -------- | ------- |
| 1994   | Светско првенство за јуниоре | Лисабон, Португал           | 1       | 21:05,41 | 5.000 м |
| 1995   | Светско првенство            | Гетеборг, Шведска           | 1       | 42:13    | 10 км   |
| 1997   | ИААФ Светски куп у ходању    | Подјебради, Чешка Република | 1       | 41,52    | 10 км   |
|        | Светско првенство            | Атина, Грчка                | -       | ДИС      | 10 км   |
| 1999   | Светско првенство            | Севиља, Шпанија             | 17.     | 1:35:42  | 20 км   |
| 2000   | Олимпијске игре              | Сиднеј, Аустралија          | -       | НЗ       | 20 км   |

## Лични рекорди
- Ходање 5.000 метара 20:31,4 Адлер 10. фебруар 1996.
- Ходање 10.000 метара 44:32,17 Атина 4. август 1997.
- Ходање 10 километара 41:17 Адлер 9. фебруар 1997.
- Ходање 20 километара 1:25:29 Moskva 19. мај 2000.